# Вітрильний спорт на літніх Олімпійських іграх 1968
Змагання з вітрильного спорту на літніх Олімпійських іграх 1968 в Мехіко тривали з 14 до 21 жовтня поблизу узбережжя Акапулько. Розіграно 5 комплектів нагород у відкритих дисциплінах, тобто жінки могли змагатися нарівні з чоловіками, однак змагалися лише чоловіки.

### Країни
| Аргентина (ARG)                       | Австралія (AUS)   | Австрія (AUT)   |
| Багамські Острови (BAH)               | Бельгія (BEL)     | Бермуди (BER)   |
| Бразилія (BRA)                        | Канада (CAN)      | Цейлон (CEY)    |
| Данія (DEN)                           | Сальвадор (ESA)   | Іспанія (ESP)   |
| Фінляндія (FIN)                       | Франція (FRA)     | ФРН (FRG)       |
| Велика Британія (GBR)                 | НДР (GDR)         | Греція (GRE)    |
| Гонконг (HKG)                         | Угорщина (HUN)    | Індонезія (INA) |
| Американські Віргінські Острови (ISV) | Італія (ITA)      | Ямайка (JAM)    |
| Мексика (MEX)                         | Нідерланди (NED)  | Норвегія (NOR)  |
| Нова Зеландія (NZL)                   | Філіппіни (PHI)   | Польща (POL)    |
| Португалія (POR)                      | Пуерто-Рико (PUR) | Швейцарія (SUI) |
| Швеція (SWE)                          | Таїланд (THA)     | СРСР (URS)      |
| Уругвай (URU)                         | США (USA)         | Венесуела (VEN) |
| Югославія (YUG)                       |                   |                 |

## Медальний залік
| Дисципліна              | Золото                                                         | Срібло                                                              | Бронза                                                              |
| ----------------------- | -------------------------------------------------------------- | ------------------------------------------------------------------- | ------------------------------------------------------------------- |
| 1968: Фінн              | СРСР (URS) · Валентин Манкін                                   | Австрія (AUT) · Губерт Раудашль                                     | Італія (ITA) · Фабіо Альбареллі                                     |
| 1968: Летючий голандець | Велика Британія (GBR) · Родні Петтіссон · Аєн Мак-Доналд-Сміт  | ФРН (FRG) · Уллі Лібор · Петер Науманн                              | Бразилія (BRA) · Рейналду Конрад · Буркгард Кордіс                  |
| 1968: Зоряний           | США (USA) · Ловелл Норт · Пітер Барретт                        | Норвегія (NOR) · Петер Лунде мол. · Пер Вікен                       | Італія (ITA) · Франко Кавалло · Камілло Гаргано                     |
| 1968: Дракон            | США (USA) · Джордж Фрідріхс · Бартон Янке · Джералд Шрек       | Данія (DEN) · Оґе Бірх · Пауль Ліндемарк Єрґенсен · Нільс Маркуссен | НДР (GDR) · Пауль Боровскі · Карл-Гайнц Тун · Конрад Вайхерт        |
| 1968: 5,5 метра         | Швеція (SWE) · Ульф Сунделін · Єрґен Сунделін · Петер Сунделін | Швейцарія (SUI) · Луї Новерра · Бернар Дюнан · Марсель Штерн        | Велика Британія (GBR) · Робін Айшер · Пол Андерсон · Едрієн Джардін |

## Таблиця медалей
| Місце               | Країна                | Золото | Срібло | Бронза | Загалом |
| ------------------- | --------------------- | ------ | ------ | ------ | ------- |
| 1                   | США (USA)             | 2      | 0      | 0      | 2       |
| 2                   | Велика Британія (GBR) | 1      | 0      | 1      | 2       |
| 3                   | СРСР (URS)            | 1      | 0      | 0      | 1       |
| 3                   | Швеція (SWE)          | 1      | 0      | 0      | 1       |
| 5                   | Австрія (AUT)         | 0      | 1      | 0      | 1       |
| 5                   | Данія (DEN)           | 0      | 1      | 0      | 1       |
| 5                   | Норвегія (NOR)        | 0      | 1      | 0      | 1       |
| 5                   | ФРН (FRG)             | 0      | 1      | 0      | 1       |
| 5                   | Швейцарія (SUI)       | 0      | 1      | 0      | 1       |
| 10                  | Італія (ITA)          | 0      | 0      | 2      | 2       |
| 11                  | Бразилія (BRA)        | 0      | 0      | 1      | 1       |
| 11                  | НДР (GDR)             | 0      | 0      | 1      | 1       |
| Загалом (12 збірні) | Загалом (12 збірні)   | 5      | 5      | 5      | 15      |